# Ligninsulfonsäure
Ligninsulfonsäure ist das chemisch nicht exakt definierte Umsetzungsprodukt von Lignin mit Schwefliger Säure. Calciumsalze der Ligninsulfonsäure entstehen beim Aufschluss des Holzes mit Calciumhydrogensulfit-Lösungen bei der Gewinnung von Zellstoff.
→ siehe auch: Ligninsulfonat